# National Security Council (Gambia)
Der National Security Council (NSC, deutsch Nationaler Sicherheitsrat) ist ein über die Sicherheit des Staates Gambia beratendes Gremium.

## Geschichte
In der Verfassung ist der National Security Council mit Paragraf 78 in Verfassung Gambias beschrieben. Nach dieser Erwähnung soll mit folgenden Personen eingerichtet werden:
Dem Präsidenten, dem Vizepräsident, die für Verteidigung und innere Angelegenheiten zuständigen Staatssekretäre, der Stabschef der Verteidigung und zwei weitere vom Präsidenten ernannte Mitglieder der Streitkräfte, der Generalinspektor der Polizei, der Generaldirektor des staatlichen Geheimdienstes, den Geheimdienstberater des Präsidenten.
Die Aufgabe laut Verfassung:

The National Security Council shall be responsible for  advising the President on all matters relating to the security  of The Gambia and the integration of domestic and foreign  policies relating to its security, and, under the direction of the President, shall take appropriate measures to safeguard the internal and external security of The Gambia and to  provide for the co-operation of the departments and  agencies of the Government in that regard.

„Der Nationale Sicherheitsrat hat die Aufgabe, den Präsidenten in allen Fragen zu beraten, die die Sicherheit Gambias und die Integration der Innen- und Außenpolitik im Zusammenhang mit der Sicherheit des Landes betreffen, und ergreift unter der Leitung des Präsidenten geeignete Maßnahmen zum Schutz der inneren und äußeren Sicherheit Gambias und zur Gewährleistung der diesbezüglichen Zusammenarbeit der Ministerien und Behörden der Regierung.“

Präsident Adama Barrow lancierte den Sicherheitsrat im August 2017 im Rahmen der Reform des Sicherheitssektors (mit leichten Abweichungen der Personen, beispielsweise mit Berufung des Innenministers).

## Zusammensetzung
Der Sicherheitsrat wurde 2017 eingerichtet besteht aus sieben Mitglieder:
|   | Amt                                                                                    | Amtsinhaber                                                                                              |
| - | -------------------------------------------------------------------------------------- | --- |
| 1 | Minister of Interior (Innenminister)                                                   | Mai Ahmed Fatty (2017), Habib Drammeh (2017–2018), Ebrima Mballow (2018–2019), Yankuba Sonko (seit 2019) |
| 2 | Inspector General of Police (IGP) (Generalinspekteur der Polizei)                      | Landing Kinteh (2017–2018), Mamour Jobe (seit 2018)                                                      |
| 3 | Chief of Defense Staff (CDS) (Chef des Verteidigungsstabes)                            | Lieutenant General Masaneh Kinteh (2017–2020), Major General Yankuba Drammeh (seit 2020)                 |
| 4 | Director of State Intelligent Service (Direktor des staatlichen Geheimdienstes)        | Ousman Sowe (ab 2017)                                                                                    |
| 5 | Navy Commander (Marinekommandeur)                                                      | Commodore Madani Senghore (ab 2017)                                                                      |
| 6 |                                                                                        | Brigadier General Mamat Cham (ab 2017)                                                                   |
| 7 | Permanent Secretary Ministry of Defense (Staatssekretär des Verteidigungsministeriums) | Assan Tangara (ab 2017)                                                                                  |